# موش جنگلی کوهی میندانائو
موش جنگلی کوهی میندانائو (نام علمی: Apomys insignis) نام یک گونه از سرده موش‌های جنگلی فیلیپین است.